# 엑셀론
엑셀론(Exelon Corporation)은 시카고에 본사를 두고 펜실베니아에 법인을 설립한 공익사업 회사이다. 엑셀론은 매출 기준으로 미국 최대 규모의 전기 모회사이며, 약 1천만 명의 고객을 보유한 미국 최대의 규제 대상 전기 유틸리티 기업이다. 이 회사는 포춘 500대 기업에서 99위를 차지했다.
엑셀론은 애틀랜틱 시티 일렉트릭(Atlantic City Electric, 뉴저지), 커먼웰스 에디슨(Commonwealth Edison, 일리노이), PECO 에너지 컴퍼니(PECO Energy Company, 펜실베니아), 볼티모어 가스 앤드 일렉트릭(Baltimore Gas and Electric, 메릴랜드), 델마바 파워 앤드 라이트(Delmarva Power and Light, 델라웨어 및 메릴랜드), 펩코(Pepco, 워싱턴DC 및 메릴랜드) 등 규제를 받는 6개의 공익사업 회사를 소유하고 있다.